# Râul Pianu
Râul Pianu este un curs de apă, afluent al râului Mureș. 